# Лостау
Лостау (нем. Lostau) — община в Германии, районный центр, расположен в земле Саксония-Анхальт. 
Входит в состав района Йерихов. Подчиняется управлению Бидериц-Мёзер.  Население составляет 1911 человек (на 31 декабря 2006 года). Занимает площадь 14,42 км².